# Brézhnevka

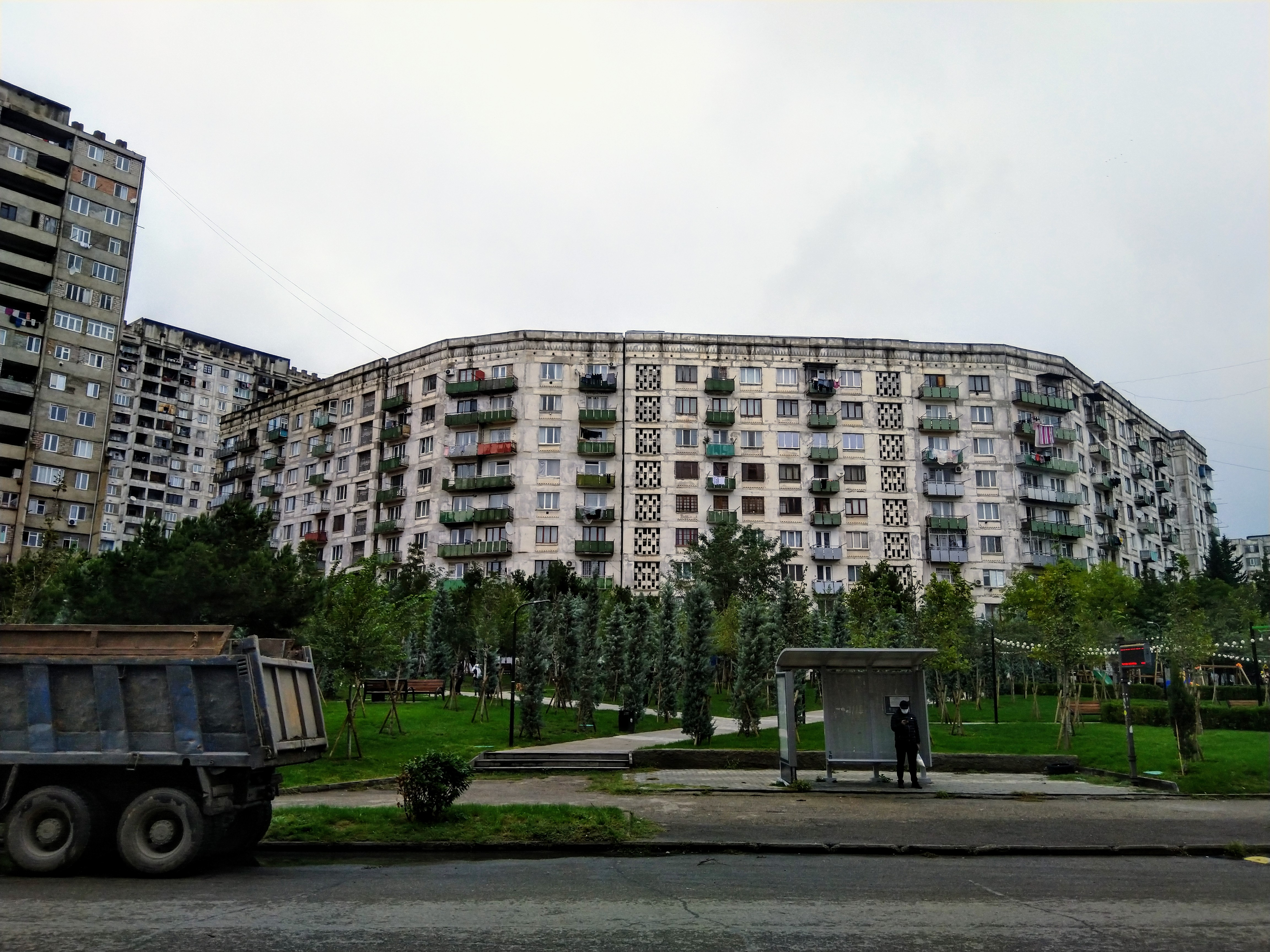
Edificios de estilo brézhnevka en el distrito de Varketili, en Tiflis (Georgia).

Las brézhnevkas (en ruso: брежневка) son edificios de departamentos prefabricados de hormigón, construidos en la extinta Unión Soviética entre 1960 y 1980 bajo el mandato de Leonid Brézhnev, político del que toma su nombre. Las brézhnevkas fueron las sucesoras de las jrushchovkas.

## Historia
La brézhnevka surgió del deseo de buscar un reemplazo y actualizar las jrushchovkas. A medida que aumentaban las necesidades de la población, también lo hacía la necesidad de construir viviendas de mayor capacidad. En la actualidad existen unas 40 versiones de brézhnevkas.

## Diseño
A diferencia de la predecesora jrushchovka, de cinco pisos de altura, la brézhnevka tiene entre nueve y diecisiete pisos. Suele estar construida de paneles de hormigón, aunque algunas también son de ladrillo. El tejado es plano y está recubierto de betún. También se instala un desagüe en el tejado.
El número de habitaciones de un apartamento brézhnevka oscila de una a cuatro habitaciones. La altura del techo alcanza los 2,7 metros y las cocinas tienen de 6,8 a 7,4 metros cuadrados. En la primera versión de la brézhnevka, el cuarto de baño y el aseo estaban combinados. En versiones posteriores, el cuarto de baño y el aseo se ubican en habitaciones separadas.
En la brézhnevka se instalaron ascensores. Los edificios de catorce plantas disponían de montacargas, además de ascensores para sus habitantes. También se instalaron tolvas de basura. Las escaleras son más anchas que las de los anteriores apartamentos soviéticos.
No obstante, la bézhnevka contaba con varios inconvenientes, entre ellos un aislamiento térmico deficiente y un acústico de baja calidad, cuartos de baño de pequeño tamaño y una pobre fabricación y construcción, debido a que las juntas de los paneles de hormigón son propensas a separarse.

## Galería

Un ejemplo de una brézhnevka de nueve plantas, 1975.
Tres brézhnevkas en Orekhovo-Borisovo, Moscú, 1975.
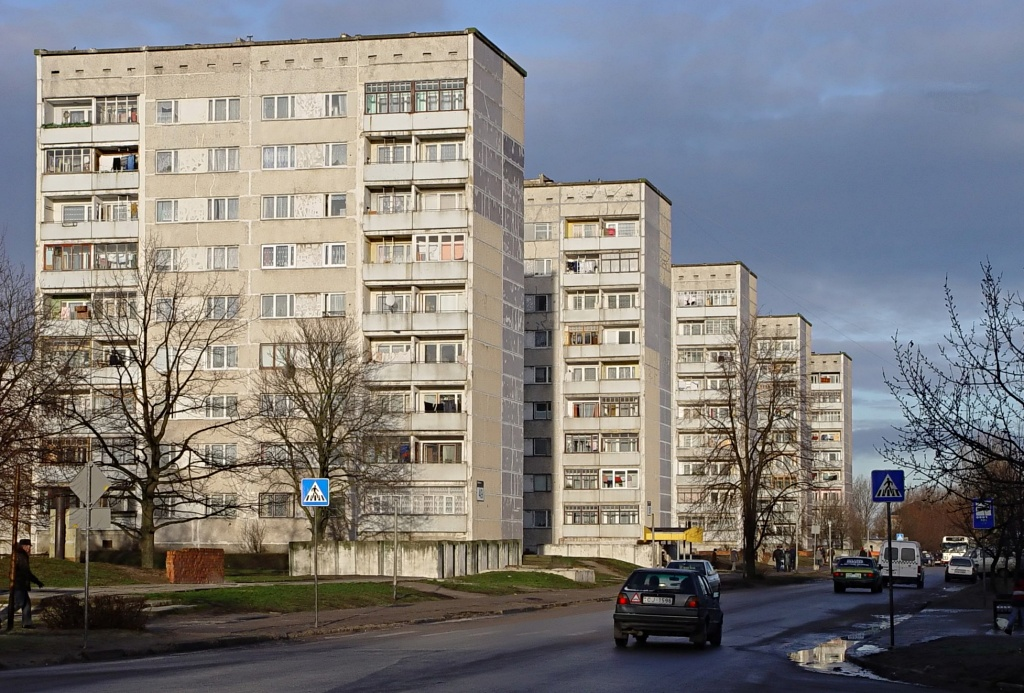
Brézhnevkas en Liepāja, Letonia, 2003.
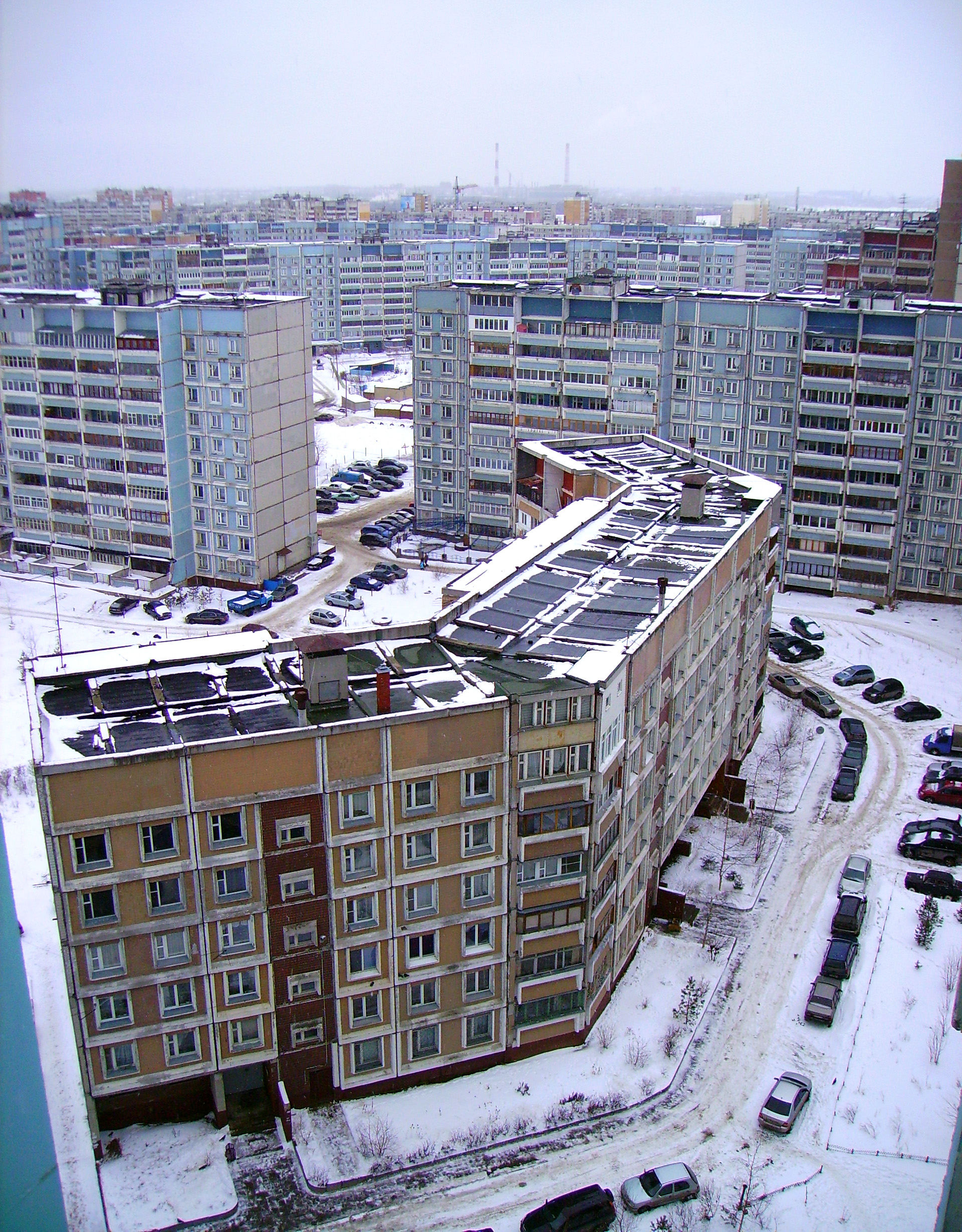
Brézhnevkas en Nizhni Nóvgorod, 2008.